# Mark McGhee
Mark Edward McGhee (ur. 25 maja 1957 w Glasgow) – szkocki piłkarz grający na pozycji napastnika, a potem trener.